# Igor Ovcearenco
Igor Ovcearenco (* 28. November 1963) ist ein ehemaliger moldauischer Fußballnationalspieler.
Ovcearenco bestritt am 2. Juli 1991 in einem Freundschaftsspiel gegen die Auswahl Georgiens sein erstes von insgesamt 7 Länderspielen. Auf Vereinsebene spielte er unter anderen für Zimbru Chișinău und Amocom Chișinău.